# Carcelia yalensis
Carcelia yalensis är en tvåvingeart som beskrevs av Sellers 1943. Carcelia yalensis ingår i släktet Carcelia och familjen parasitflugor. Inga underarter finns listade i Catalogue of Life.